# Motstyrning
Motstyrning, kontrastyrning ("counter steering") är en princip vid styrning av  2-hjuliga fordon såsom motorcyklar, mopeder och cyklar. Det går ut på att man trycker styret åt motsatt håll som man vill svänga åt.
Ju högre farten är desto mer motstyrning krävs för att behålla svängradien.
Eftersom ett tvåhjuligt fordon är självbalanserande genom gyroskopeffekten så måste fordonet bringas i obalans om man vill svänga. Genom att styra åt motsatt håll "ramlar" man åt det håll man vill åka.
Genom att hålla tryck på styret genom svängen behålls önskad lutning och svängradie. Denna effekt blir större ju högre hastigheten är. Man kan också använda gasen för att justera lutningen (svängradien) under sväng.